# Alexander Wassiljewitsch Schljachturow
Alexander Wassiljewitsch Schljachturow (russisch Александр Васильевич Шляхтуров; * 1947) ist ein ehemaliger Generalleutnant des Russischen Militärgeheimdiensts Glawnoje Raswedywatelnoje Uprawlenije (GRU). Der Vorgänger im GRU Walentin Korabelnikow, der im April 2009  per Dekret des damaligen Präsidenten Medwedew ausgetauscht wurde. Schljachturow leitete im Geheimdienst Reformen ein und reduzierte die Anzahl der Offiziere um mehr als Tausend und die Anzahl der Generäle von mehr als 100 auf 20. Spekulationen Russischer Medien soll dies der Grund für seinen Abgang im Jahr 2011 gewesen sein, allerdings begründete das Verteidigungsministerium sein Ausscheiden aus dem GRU mit dem Erreichen des Rentenalters. Nachfolger wurde Igor Dmitrijewitsch Sergun.